# Carmen Lelia Cristóbal
Carmen Lelia Cristóbal (Tafí Viejo, 1º dicembre 1932 – Corrientes, 25 settembre 2019) è stata una botanica argentina.
Nel 1959 conseguì la laurea in botanica presso l'Università nazionale di Tucumán. La sua specialità era la famiglia di Sterculiaceae e la sua tesi sul genere Ayenia ha guadagnato due premi: il premio "Ernesto Padilla" nel 1960 della Fondazione Miguel Lillo (Fundación Miguel Lillo) e il Premio Cristobal Hicken nel 1961 dell'Accademia nazionale delle scienze dell'Argentina.
Cristóbal fu docente a Tucumán nel 1962, stesso tempo in cui ha iniziato a lavorare come ricercatrice al CONICET.
Nel 1964 è diventata professoressa di botanica presso Corrientes, dove si occupò anche della Facoltà di Scienze esatte.
Ha scritto oltre 40 opere, tra cui 4 revisioni tassonomiche, e la sua opera sul genere Byttneria è particolarmente noto.